# Кабанячий меч
Кабанячий меч — холодна мисливська зброя, різновид європейського мисливського меча XVII століття з прямим довгим до 90 см клинком, що приблизно на три чверті довжини має вигляд стрижня, потім різко розширюється, перетворюючись на смугу, і закінчується вістрям
. Кабанячий меч використовувався  для полювання на кабана, від чого і отримав свою назву.Окрім ролі мисливської зброї, свинячі мечі також інколи використовувалися як бойова та дуельна зброя.Руків'я кабанячого меча подібне на руків'я кавалерійських мечів. Дуже часто поперек клинка вставляли залізний ріг, загнутий кінцями до вістря, щоб перешкоджати занадто глибокому проникненню клинка в тушу звіра. Такого роду мечі виготовлялися аж до середини 16 століття в Німеччині та Іспанії.